# Nkayi

Nkayi, também conhecida como Jacob, é a maior cidade da região de Bouenza e a quarta maior da República do Congo. Sua população de acordo com o censo realizado em 1996 era de 46.727 habitantes, para o início de 2005 a população estimada era de 56.700 habitantes.